# Ronald Clark (Landschaftsarchitekt)

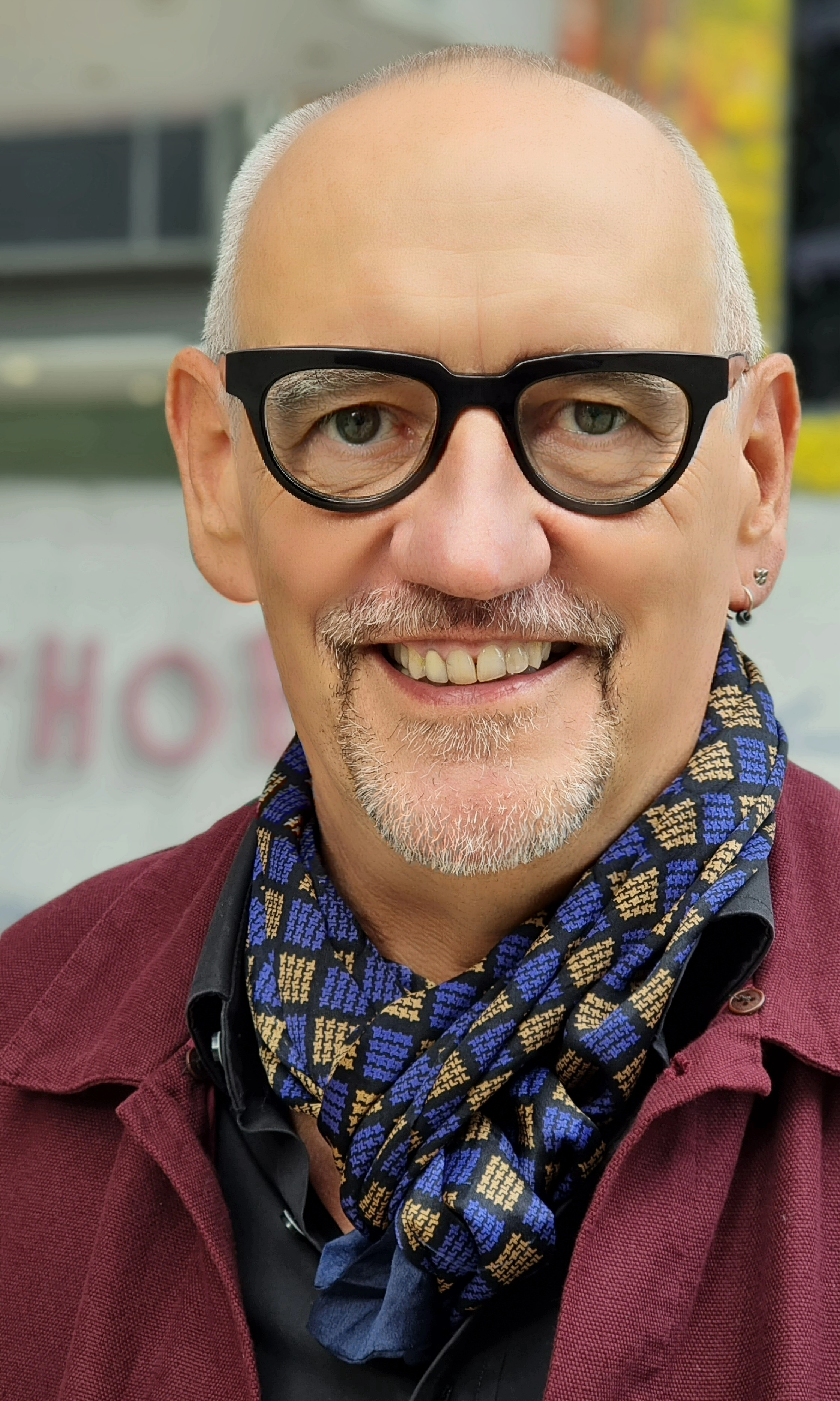
Ronald Clark im Oktober 2023

Ronald Clark (* 1956 in Wardenburg) ist ein deutscher Landschaftsarchitekt und -ingenieur, Autor und Herausgeber und war bis Januar 2022 Direktor der Herrenhäuser Gärten in Hannover.

## Leben
Ronald Clark wurde als Sohn von Landwirten in Wardenburg geboren und wuchs auf dem dortigen Hof seiner Eltern im Marschweg auf. Nach seinem Abitur ging er Mitte der 1970er Jahre nach Hannover und studierte an der Universität Hannover zunächst Gartenbau, anschließend das Fach Landschaftspflege.
1987 wurde Ronald Clark stellvertretender Abteilungsleiter im damaligen Grünflächenamt von Hannover, wodurch er „auch den Verwaltungsteil von der Pike an“ erlernte. Nach seinem Aufstieg bis zum Leiter des hannoverschen Amtes für Grünflächen war er für rund 1200 Mitarbeiter in der Grünanlagenpflege und dem Naturschutz der niedersächsischen Landeshauptstadt zuständig.
1995 bis 2002 war Ronald Clark Vorsitzender des Landesverbandes Niedersachsen der Deutschen Gesellschaft für Gartenkunst und Landschaftskultur e.V. (DGGL).

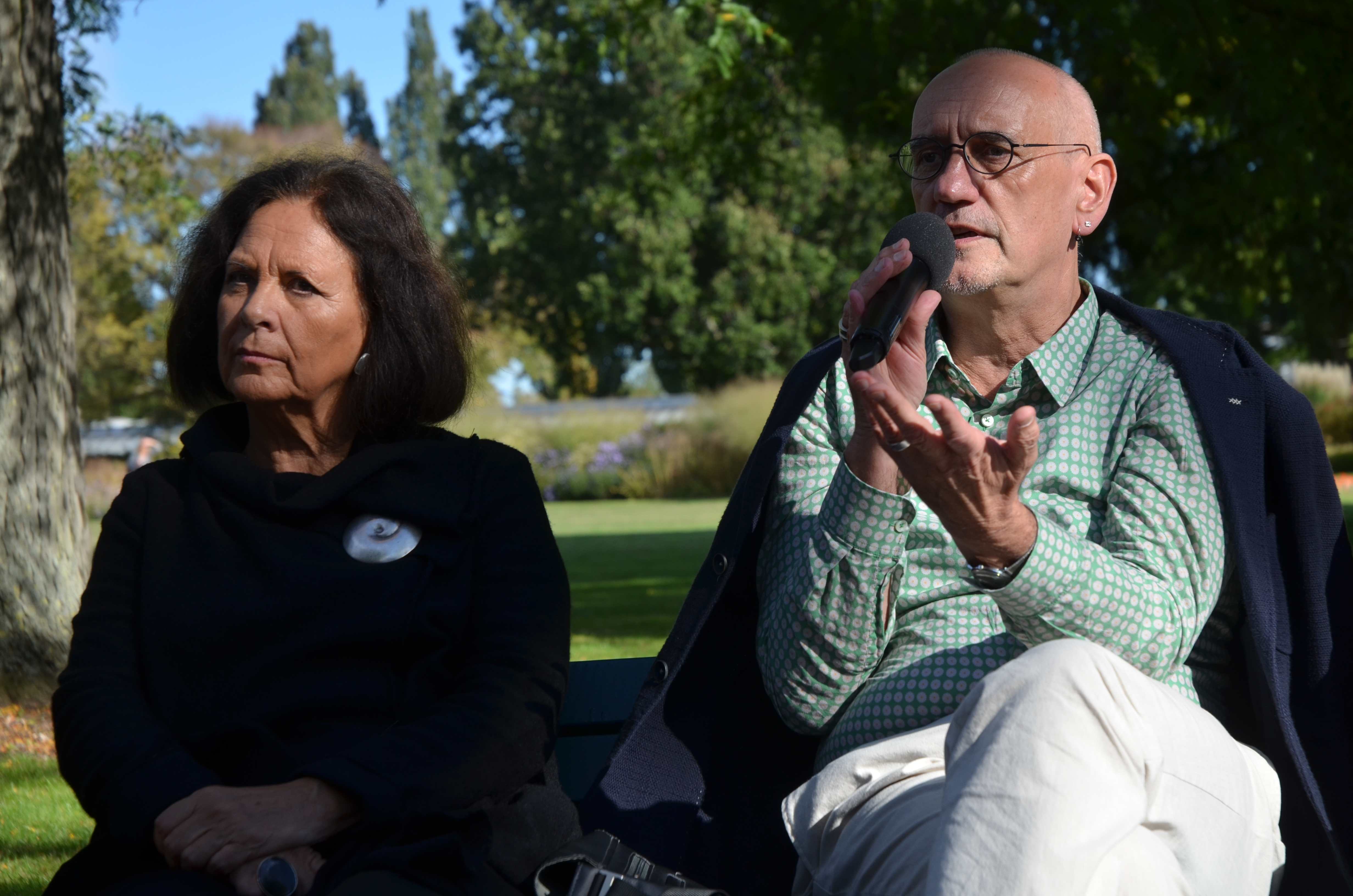
Dagmar Brand und Ronald Clark im Jahr 2018 bei der Vernissage der Open-Air-Ausstellung Florale

2005 übernahm Clark die Leitung der Herrenhäuser Gärten und des Fachbereichs Herrenhäuser Gärten in der Stadtverwaltung Hannover und war damit sowohl für deren Verwaltung als auch die „Vermarktung“ verantwortlich. Als Direktor war er insbesondere auch für die Darstellung der Geschichte sowie die Erhaltung des historischen Gartenensembles zuständig. Für den nahezu original erhaltenen Großen Garten in Herrenhausen, in dem etwa der Universalgelehrte Gottfried Wilhelm Leibniz oder der Komponist Georg Friedrich Händel wirkten, plant die niedersächsische Landeshauptstadt die Bewerbung um den Titel als UNESCO-Weltkulturerbe. Seine Nachfolgerin als Direktorin wurde Anke Seegert.
Nach seinem Eintritt in den Ruhestand übernahm Clark 2023 die Aufgaben als Kurator für das Programm im Aufhof-Projekt, der Umnutzung der ehemaligen Galeria-Kaufhof-Filiale an der Marktkirche.